# Stary cmentarz żydowski we Frysztaku
Stary cmentarz żydowski we Frysztaku – został założony najprawdopodobniej w XVII wieku i znajduje się przy obecnej ul. Parkowej, na południe od rynku. 
Do naszych czasów zachowało się około trzydziestu macew (najstarsza pochodzi z 1878) i resztki dawnego muru. Na szczególną uwagę zasługuje otoczony metalowym ogrodzeniem grób Estery Etel Elbaum (zm. 1800) - córki cadyka Elimelecha z Leżajska.

## Galeria

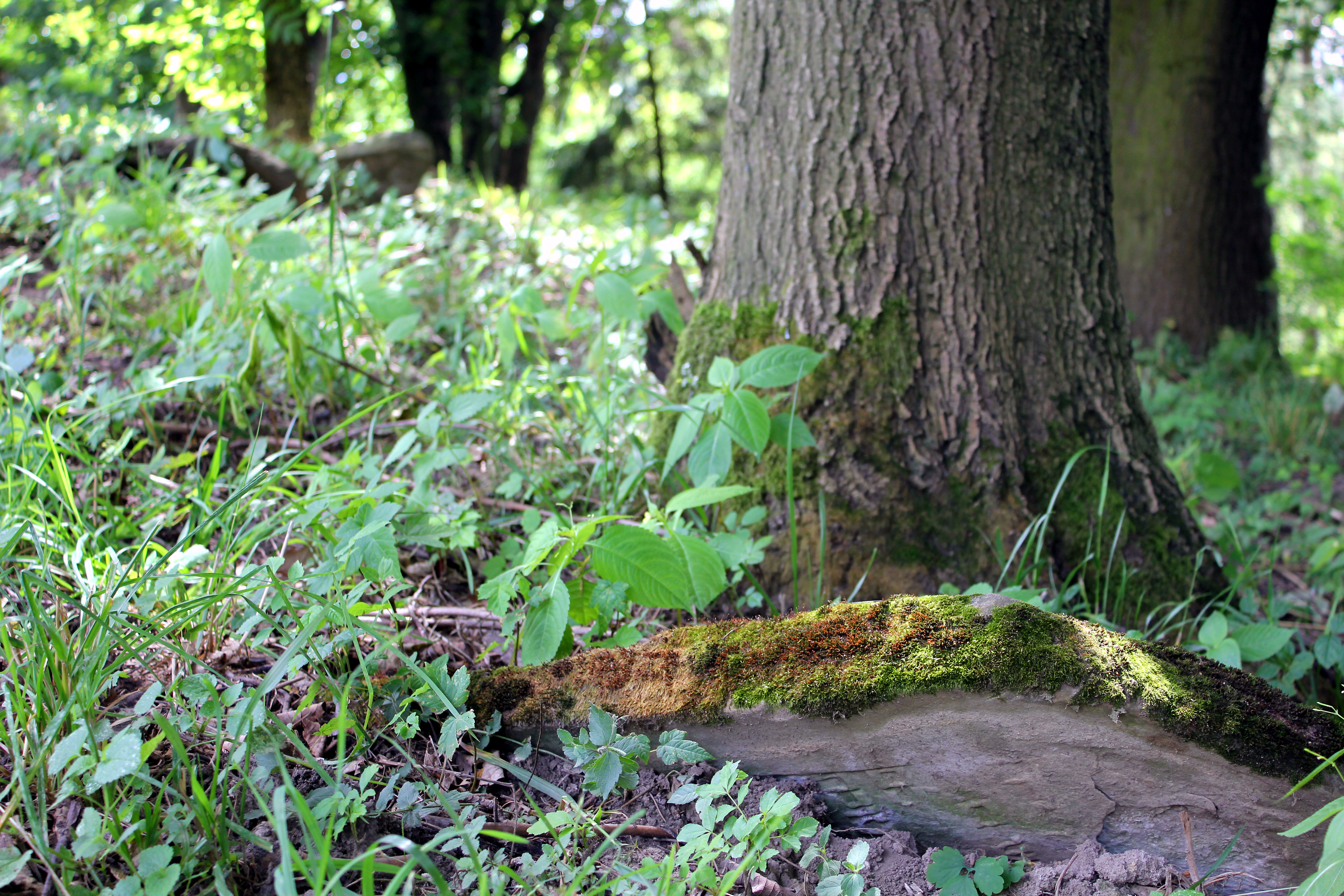
Jedna z macew, upada i porośnięta mchem
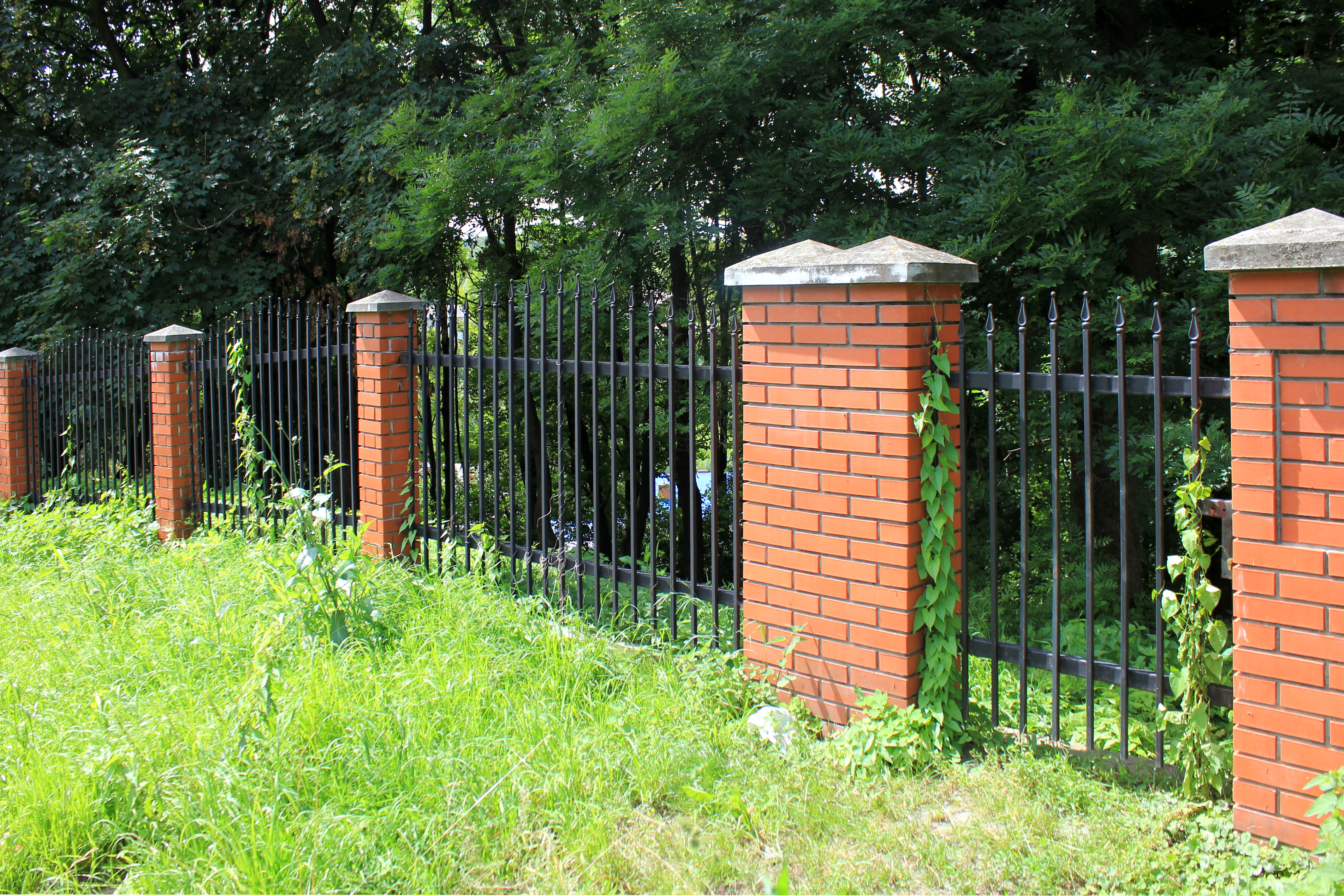
Ogrodzenie, chroniące teren cmentarza
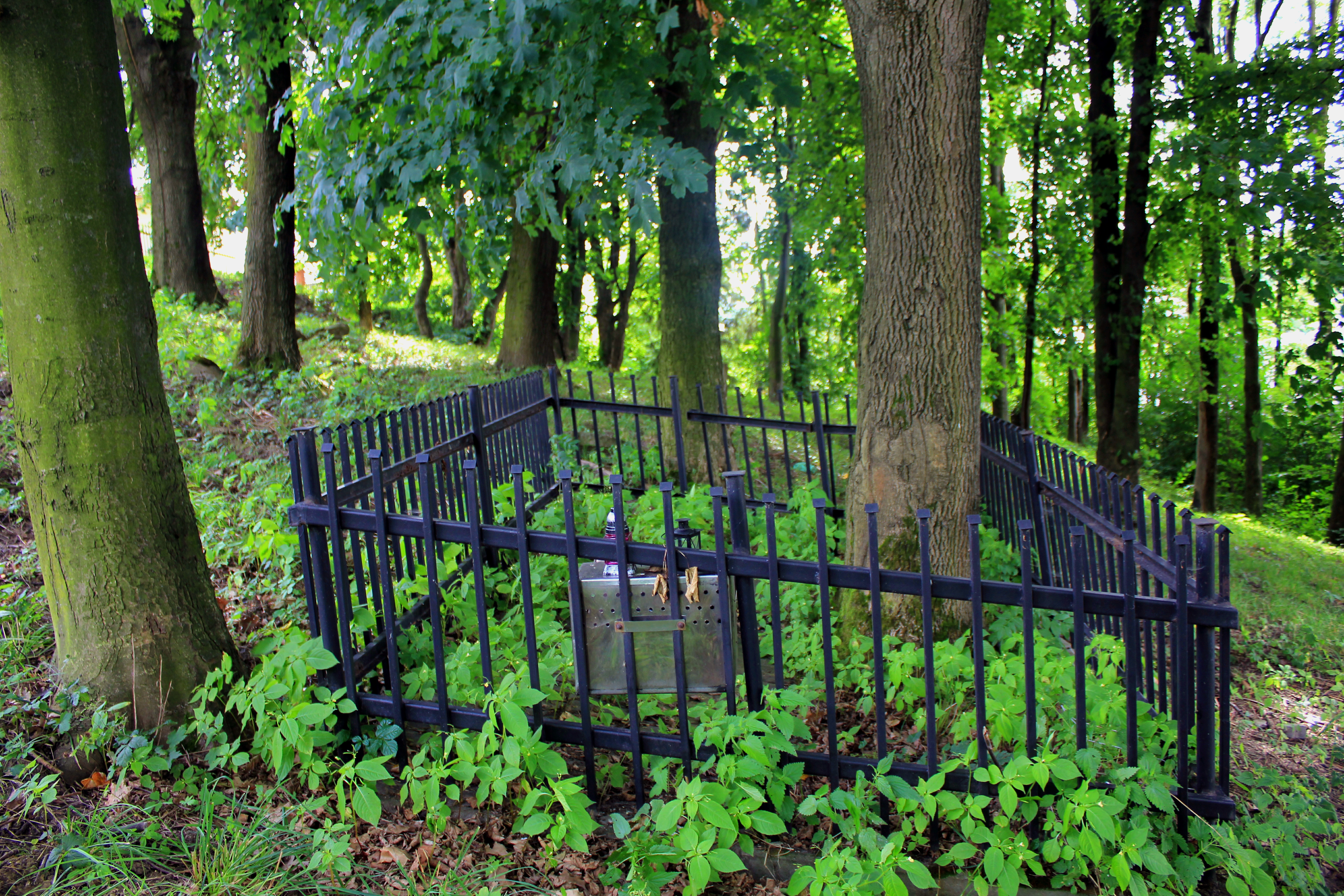
Grób córki cadyka Elimelecha Estery
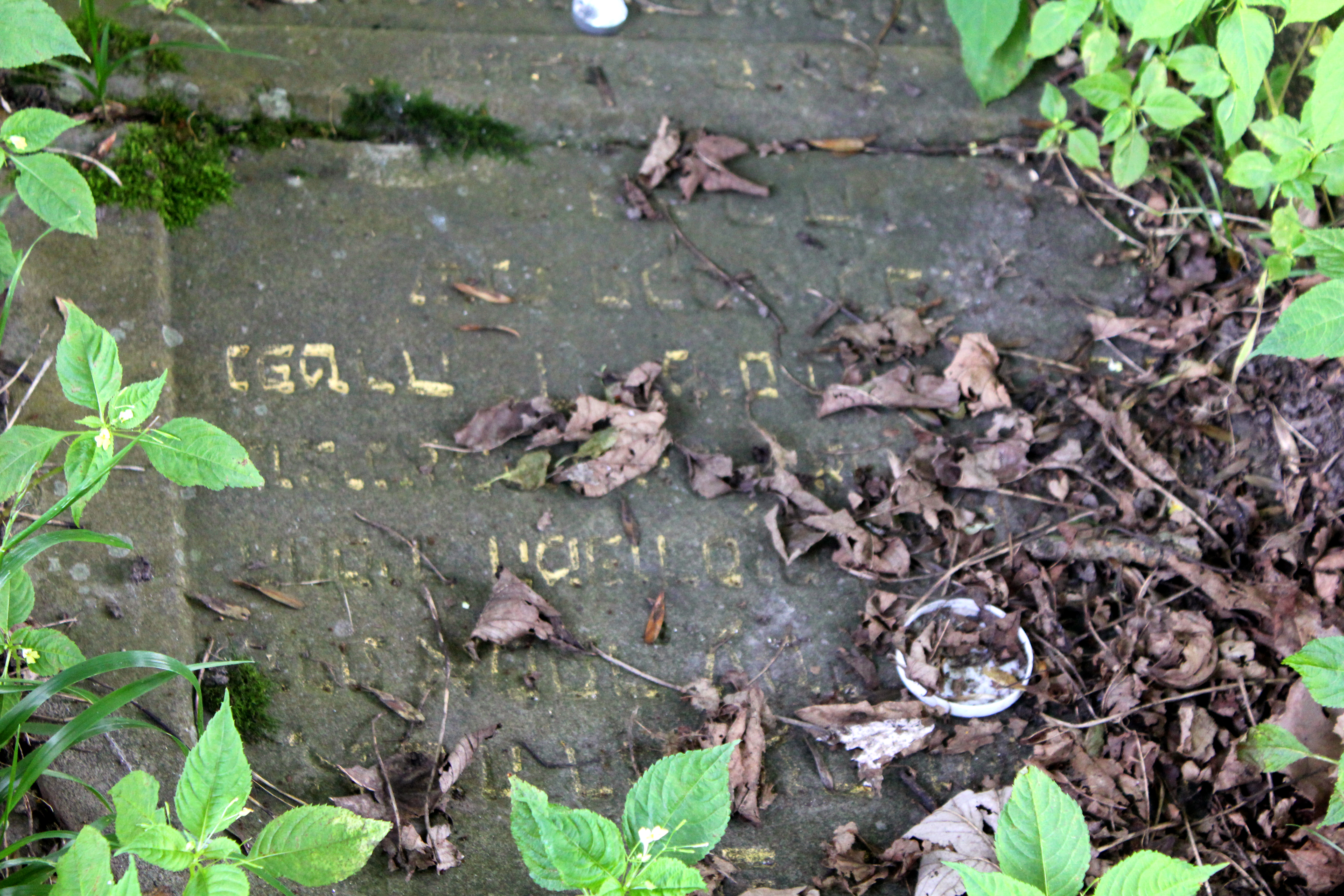
Płyta nagrobna grobu córki cadyka Elimelecha Estery